# 2017 dans la traduction
Cet article présente les faits marquants de l'année 2017 dans la traduction.

## Décès

### Janvier
- 31 janvier : Annie Saumont, Nouvelliste et traductrice française.

### Avril
- 28 avril : Sylvie Gentil, Traductrice française de littérature chinoise.
- 30 avril : Borys Oliynyk, Poète, traducteur et homme d'état ukrainien.

### Mai
- 14 mai : Alain Defossé, Écrivain et traducteur français.
- 20 mai : Michael Rank, Journaliste, traducteur, spécialiste de la Chine et du Tibet anglais.

### Juin
- 1er juin : Armando da Silva Carvalho, Poète et traducteur portugais.
- 17 juin : Pierre Imhasly, Écrivain, poète et traducteur suisse.

### Juillet
- 14 juillet : Julia Hartwig, Écrivaine, poétesse et traductrice polonaise.
- 18 juillet : Stan Barets, Traducteur et écrivain français.

### Octobre
- 7 octobre : Viatcheslav Vsevolodovitch Ivanov, Linguiste, poète, historien, philosophe et traducteur soviétique puis russe.

### Décembre
- 13 décembre : Michelle Vian, Traductrice et poétesse française.